# Ruda, Koroška
Ruda (nemško: Ruden) je dvojezična občina na avstrijskem Koroškem, v okraju Velikovec. Po stanju iz 1. januarja 2012 ima Ruda 1552 prebivalcev, od tega se jih okoli 4% izreka za Koroške Slovence.

## Geografija

### Zemljepisna lega
Ozemlje občine leži v vzhodnem delu Podjune, severno od reke Drave, med Vašinjami, Lisno goro in Višnjaško goro.

### Naselja v občini
Ruda je razdeljena na štiri katastrske občine: Krasnica (nemško Kraßnitz), Podgora (Unternberg), Ruda (Ruden) in Led (Eis). Na ozemlju občine se nahaja sledečih 18 naselij:
| - Dobrava (Dobrowa) (69 prebivalcev) - Led (Eis) (259) - Gruča (Grutschen) (14) - Kanare (Kanaren) (33) - Male Djekše (Kleindiex) (100) - Krasnica (Kraßnitz) (35) - Lipica (Lippitzbach) (50) - Dolinja vas (Obermitterdorf) (231) - Ruda (Ruden) (156) | - Sv. Jakob (Sankt Jakob) (12) - Sv. Martin (Sankt Martin) (144) - Sv. Miklavž (Sankt Nikolai) (81) - Sv. Radegunda (Sankt Radegund) (127) - Srednja vas (Untermitterdorf) (100) - Podgora (Unternberg) (130) - Breg (Unterrain) (12) - Višnjaška gora (Weißeneggerberg) (0) - Drumlje (Wunderstätten) (47) |

## Zgodovina

### Grad Vivšnik
Severovzhodno od Rude ležijo na gozdnati planoti ruševine dvojnega gradu Vivšnik (nemško Weißenegg), katerega starejši del izhaja vsaj iz 12. stoletja. Od štirih gradov z enakim imenom, ki ležijo raztreseni po Vzhodnih Alpah, je verjetno ravno Rudenski tisti, iz katerega izvira plemiška rodbina Vivšnikov (nemško Weißenegger). Kot najstarejši izmed Vivšnikov se v pisnih virih pojavi neki Wülfing iz „Wizzenecka“. Živel naj bi okoli leta 1120.
Leta 1278 se je eden od Vivšnikovih boril na strani takrat še malo znanega habsburškega pretendenta na avstrijske dežele, Rudolfa Habsburškega, proti češkemu kralju Otokarju II in padel v Bitki na Moravskem polju. Iz tega dejstva se sklepa, da je bila rodbina Vivšnikovih v tistih časih močna in vplivna koroška plemiška družina.
Že v 13. stoletju je bil grad Vivšnik sedež deželnega sodišča, pod katerega pristojnost je spadala tudi Ruda.
Leta 1363 sta grad podedovala Celjska grofa Ulrik in  Herman. Leta 1425 je grof Herman II. poklonil grad Vivšnik bamberški nadškofiji, za kar je v zameno dobil grad na Muti.
Do leta 1759 je ostal grad v bamberški lasti, nakar je po jožefinskih reformah pripadel avstrijski državi. Grad je nato še nekajkrat zamenjal lastnike. Danes se nahaja v zasebni lasti.

### Ostala zgodovina
Na območju občine Ruda je bila vsaj od 12. stoletja naprej izpričana predelava srebra, predvsem v vaseh Led in Sv. Miklavž. Možno je, da sega tradicija te obrti na Rudenskem vsaj 2000 let nazaj v preteklost; leta 1858 izkopani keltski srebrniki iz 1. stoletja pr. n. št. verjetno nakazujejo na lokalno pridobivanje in obdelavo srebra že v tistih časih. Jasno je, da je bilo rudarjenje za različnimi kovinami v okolici Rude prisotno skozi celo zgodovino, po čemer je kraj tudi dobil svoje slovensko ime.
Leta 1521 je postala Ruda samostojna župnija. Župnijska cerkev Sv. Magdalene je zgrajena v poznogotskem slogu in izvira iz 15. stoletja.
V Rudi obstaja tudi staro vinogradno področje, ki je izpričano že v 17. stoletju, in nosi ime Vinograd (nemško „Weingarten“). Z veliko gotovostjo se domneva, da je vinogradništvo na območju občine prisotno že vse od srednjega veka.
V kraju Led pri Rudi je med letoma 1789 in 1874 obratoval poštni urad. Poštni urad Led, ki je ležal na eni od glavnih poti v Mežiško dolino, je imel kot postaja za menjavo konjev sredi 18. stoletja velik pomen za vzdrževanje komunikacij v tem delu Koroške.
Današnja občina Ruda ima svoje začetke v letu 1850, ko sta bili ustanovljeni občini Ruda in Led. Slednja se je že leta 1854 razdelila na dva dela, od katerih je bil tisti, ki je spadal pod Velikovški okraj, pripojen občini Ruda. Leta 1869 je bila Ruda pripojena občini Grebinj, vendar se je že leta 1876 ponovno osamosvojila.

## Prebivalstvo
Po popisu iz leta 2001 je imela občina Ruda 1600 prebivalcev, od tega jih je imelo 98,1 % avstrijsko državljanstvo.  3,9 % prebivalstva se je izreklo za Koroške Slovence.
94,0 % prebivalstva občine se prišteva h katoliški veroizpovedi, 1,1% pa k evangeličanski. 2,8 % prebivalstva se ni izreklo za nobeno od uradnih veroizpovedi.

## Slovenska narodna skupnost
Občina Ruda z okolico je že vse od časov kneževine Karantanije del zgodovinsko slovensko govorečega ozemlja Južne Koroške. Ruda, ki je imela leta 1920 še slovensko govorečo večino, je bila po sklepu mirovne komisije za Koroško vključena v plebiscitno območje. 10. oktobra 1920 so se prebivalci Rude s približno 63% glasov večinsko opredelili za nedeljeno Koroško v okviru republike Avstrije, medtem ko je okoli 37% prebivalcev glasovalo za spojitev Koroških Slovencev z matičnim narodom oz. za priključitev k Jugoslaviji.
Občina Ruda spada v območje podjunskega narečja koroške narečne skupine slovenskega jezika.

## Gospodarstvo in infrastruktura
Prebivalstvo občine se tradicionalno ukvarja predvsem s kmetijstvom. Visok delež prebivalstva se vozi na delo v druge kraje (po popisu prebivalstva iz leta 2001 je bilo v občini 545 dnevnih migrantov, 667 pa je bilo zaposlenih v domačem kraju).
Skozi Rudo poteka v smeri zahod-vzhod cesta do Labota, od katere se na sever odcepi cesta, ki kraj povezuje s sosednjo občino Grebinj, na jug pa cesta do Pliberka, ki prečka Dravo na mostu pri Lipici.
Ruda leži ob podjunski železniški progi. 

## Politika

### Občinski svet
Občinski svet je sestavljen iz 15 članov in se je na zadnjih volitvah leta 2009 izoblikoval takole:
- 7 sedežev Socialdemokratska stranka Avstrije (SPÖ)
- 4 sedeži  Zveza za prihodnost Avstrije (BZÖ)
- 3 sedeži  Avstrijska ljudska stranka (ÖVP)
- 1 sedež   Koroški Svobodnjaki (FPK)

Neposredno izvoljeni župan je Rudolf Skorjanz (SPÖ).

### Grb
Uradni blazon grba občine Ruda se glasi „Srebrni ščit s križem po vzoru keltskih srebrnikov, tj. s tričrtnim zelenim tektosaškim križem in rdečo sredino, iz katere izhajajo štirje istobarvni koničasti cvetni listi v vsakega od štirih križnih kotov.“ 
Grb se oblikovno naslanja na najdbo keltskih srebrnikov iz 1. stoletja pr. n. št., katerih hrbtna stran je prikazovala podobo v obliki križa. Ta naj bi izhajala iz stilizirane vrtnice antične grške trgovske kolonije Rhoda v južni Franciji, kjer je okoli leta 300 pr. n. št. živelo galsko pleme Tektosagov. Rdeči deli grba torej spominjajo na rdečo vrtnico iz Rhode, rojstni kraj tektosaškega križa, tri zelene črte na njen rastlinski izvor, srebrno ozadje pa na zgodovinsko pridobivanje srebrove rude na področju občine.
Grb in zastava sta bila občini Ruda podeljena 14. junija 1960. Zastava Rude je rdeče-belo-zelena, z vključenim občinskim grbom.

## Kultura in znamenitosti
- Ruševine gradu Vivšnik

## Osebnosti
- Ivan Ramšak, profesionalni nogometaš, trener, športni in splošni zdravnik

## Spletne povezave
- Gemeinde Ruden
- Podatki za Ruda, Koroška. V: Statistik Austria.